# Acronychia odorata
Acronychia odorata är en vinruteväxtart som beskrevs av H. Baill. och Crevost & Lemarie. Acronychia odorata ingår i släktet Acronychia och familjen vinruteväxter. Inga underarter finns listade i Catalogue of Life.